# Hemichromis lifalili
Hemichromis lifalili  (лат.) — пресноводный вид рыб из семейства цихловых.
Вид широко распространен в Западной Африке, в бассейне реки Конго и Убанги. Предпочитает мелководные озёра, пруды и малые реки с медленным течением и температурой воды около 20—26 ° С.
Тело рыбы достигает в длину около 8—10 см. Окраска тела яркого кроваво-красного цвета, особенно у самцов во время нереста. По середине тела, на жабрах имеются большие тёмно-синие или чёрные пятна. Все остальные части тела, голова и плавники имеют несколько рядов мелких ярко-голубых пятен.
Рыбы питаются червями, ракообразными, насекомыми, мелкой рыбой и растительным материалом.